# 訴諸斷言
訴諸斷言（英語：appeal to assertion），也稱重複斷言證明（英語：proof by repeated assertion），是一種不斷聲稱自己的觀點無誤而不提供任何理據的謬誤。
儘管從未提供任何理據，然而實際上，藉由不斷地重複斷言、洗腦他人相信自己所持之觀點，因此訴諸斷言常常成為政治手段。例如古代西方羅馬共和國政治家老加圖在元老院演講時，都會在演講結束時加上一句「還有，我認爲迦太基必須被毀滅」，藉此不斷提醒羅馬人民必須徹底消滅迦太基這個作為當時羅馬共和國之最大的威脅。

## 示例
例1

- 甲：Ｘ是對的！
- 乙：何以見得？
- 甲：我說Ｘ是對的就是對的！

例2

- 甲：做員工的就該服從老闆的領導。
- 乙：為甚麼？老闆講的話就是對的嗎？
- 甲：反正做員工的該服從老闆的領導，沒有為什麼。

例3

- 甲：抽煙和肺癌無關。
- 乙：可是，目前很多醫學證據都顯示抽煙者罹患肺癌的機會遠高於不抽煙的人。
- 甲：那一點道理都沒有，抽煙就是和肺癌無關！

例4

- 甲：父母教養沒有用。
- 乙：可是多數的教育專家都主張教養是影響一個人的後天因素中重要的一部分，也就是說，父母的教養方式對子女有重要的影響。
- 甲：那些研究都過時了，教養就是沒有用。

## 相關概念
- 片面辯護：訴諸斷言的一種，主張不符原則的情況需要額外考量，卻不提供理由。
- 訴諸反對：訴諸反對是反覆宣稱與對方衝突的主張而不提出理據，故屬訴諸斷言。
- 訴諸頑固：訴諸頑固是反覆斷言對方的論證不合理而不提出理據，故屬訴諸斷言。
- 迦太基必須毀滅

## 外部連結
- （英文）“I refute him thus!”: Misunderstanding Berkeley（页面存档备份，存于）